# United Nations Integrated Transition Assistance Mission In Sudan
United Nations Integrated Transition Assistance Mission In Sudan (Unitam), är ett av FN:s specialuppdrag för att bistå Sudan med stöd för övergången från diktatur till demokratiskt styre.
Insatsen godkändes av FN:s säkerhetsråd år 2020 enligt resolution 2524 i enlighet med det önskemål som inkommit från den civila övergångsregeringen som styrde landet.
Insatsen ersätter den tidigare militära insatsen Unamid, ett samarbete mellan FN och Afrikanska unionen, som avslutades per den 31 december 2020.

## Bakgrund
Sudan har sedan självständigheten haft två inbördeskrig. Det ena mellan norra och södra delen av landet, vilket resulterade i att Sydsudan bildade ett eget land år 2011 och Darfurkonflikten mellan regeringen i Khartoum och rebellgrupper i Darfur. I samband med revolutionen år 2019 kom en ny övergångsregering till makten som har sagt sig värna demokrati och mänskliga rättigheter. År 2020 kunde således Unamid dras tillbaka och den politiska förändringen påbörjas.